# Платов, Матвей Иванович
Граф (с 29 октября 1812) Матве́й Ива́нович Пла́тов (8 [19] августа 1753 (по другим данным 6 [17] августа 1751), Черкасск, Область Войска Донского, Российская империя — 3 [15] января 1818, имение Еланчик под Таганрогом (по другим данным Новочеркасск), Область Войска Донского, Российская империя) — атаман Донского казачьего войска (с 1801), генерал от кавалерии (1809), который принимал участие во всех войнах Российской империи конца XVIII — начала XIX века. В 1805 году основал Новочеркасск, куда перенёс столицу Донского казачьего войска.

## Биография

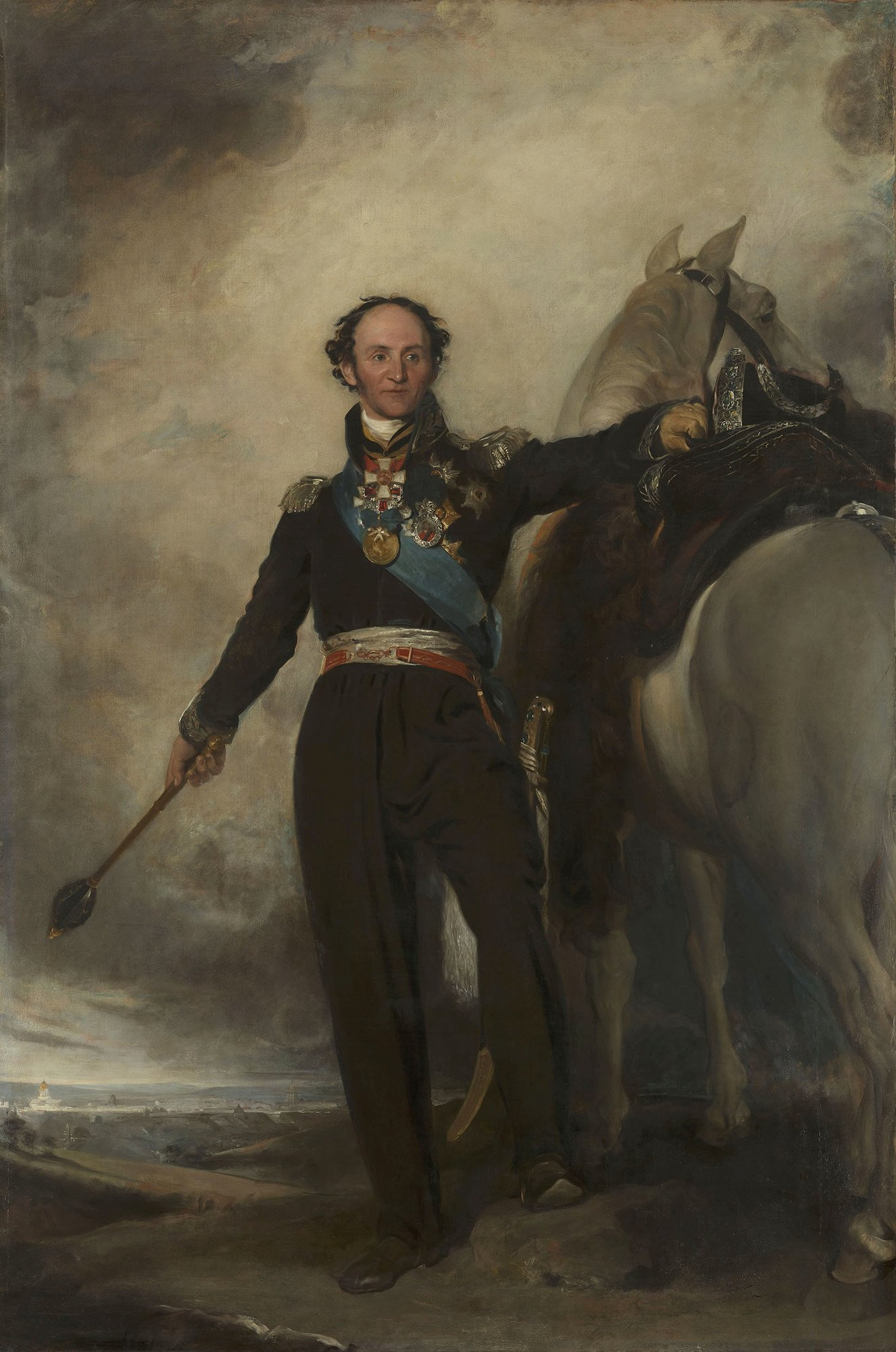
Сэр Томас Лоуренс. Атаман Матвей Иванович Платов во время визита в Англию, 1814. Королевская коллекция, Виндзорский замок.

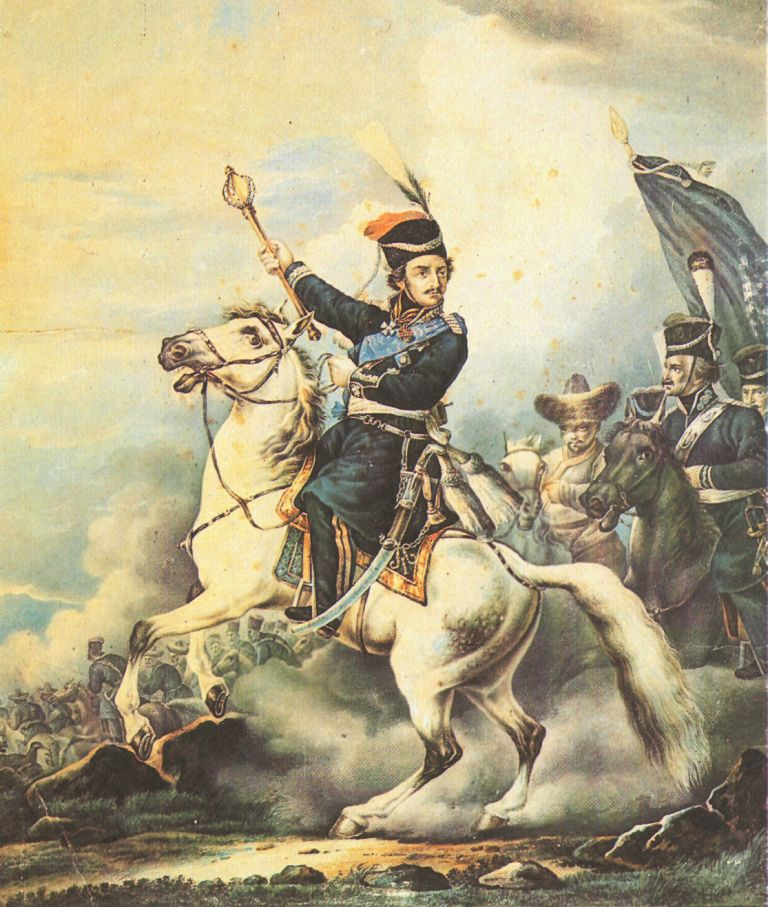
Орловский А. О. Портрет М. И. Платова. 1812—1813 гг.

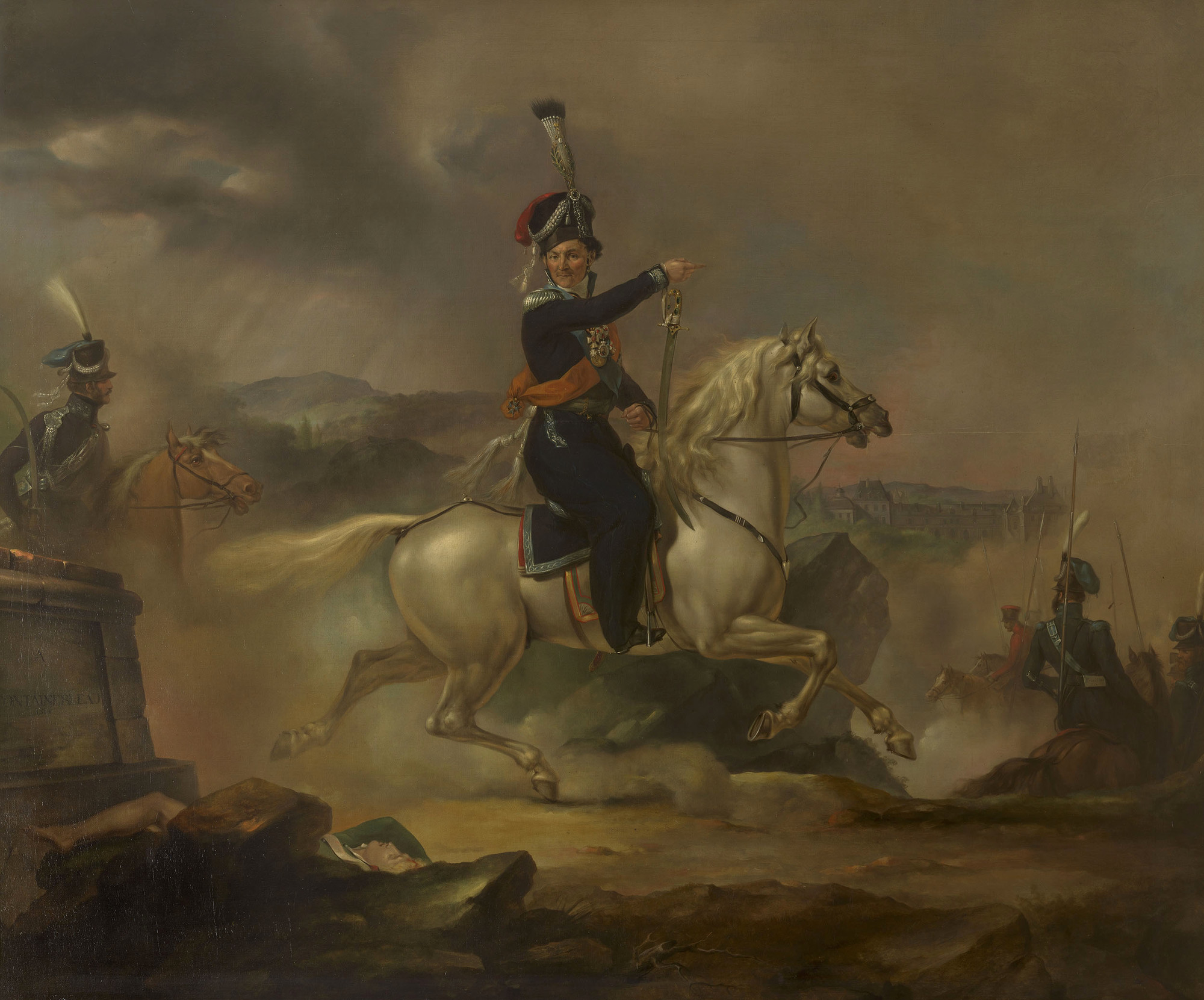
Питер Эдвард Строли (Петер Штрёлинг). Портрет атамана графа М. И. Платова, 1814. Британская королевская коллекция.

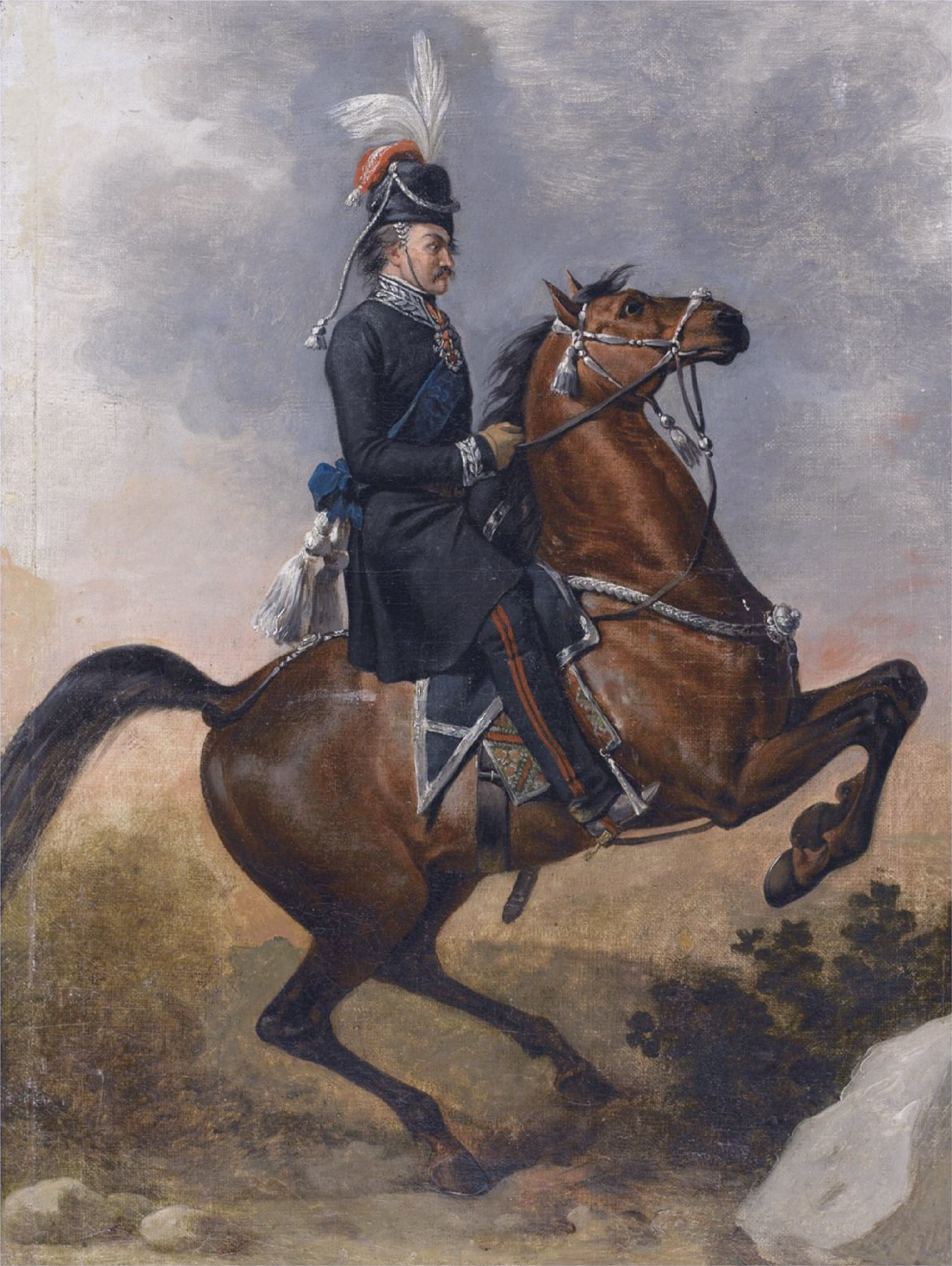
Атаман Платов верхом на коне. Неизвестный художник XIX века. Частное собрание.

Платов родился в столице донского казачества Черкасске (ныне — станица Старочеркасская Аксайского района Ростовской области) и был крещён в сохранившейся до нашего времени церкви Петра и Павла.
«Из старшинских детей Войска Донского» — его отец, казак Иван Фёдорович Платов был войсковым старшиной. По рождению принадлежал к старообрядцам-поповцам, хотя в силу своего положения не афишировал этого. Мать — Платова Анна Ларионовна, родилась в 1733 году. В браке с Иваном Фёдоровичем у них было четверо сыновей — Матвей, Стефан, Андрей и Пётр.
Матвей Иванович поступил в службу на Дону в Войсковую канцелярию в 1766 году в чине урядника, а 4 декабря 1769 года получил чин есаула.
В 1771 году отличился при атаке и взятии Перекопской линии и Кинбурна. С 1772 года командовал казачьим полком. В 1774 году воевал против горцев на Кубани. 3 апреля небольшой казачий отряд Платова был окружён 20-тысячным крымскотатарским войском Девлет II Герея у реки Калалы. С помощью подоспевшего пятисотенного кавалерийского отряда подполковника Бухвостова Платов сумел разбить татар и обратить их в бегство. Василий Потто в «Кавказской войне» приводит речь Платова перед заключительным боем:

«Друзья мои! — воскликнул он, обращаясь к полку. — Вы видите сами, какая сила татар окружает нас! Нам нужно биться с этой силой — и победить её или лечь костьми, как поступали наши деды!.. Не будем же мы русские, не будем донцы, если устрашимся проклятого татарина!»

Помните, — сказал им Платов, — что вам, быть может, предстоит пробиться сквозь неприятеля... Дон не забудет вашей услуги, а если суждена вам славная смерть, то знайте, что вы положите головы в честном бою за край ваших отцов, за православную веру, за ваших братии, за матушку-царицу — за все, что есть на земле святого и драгоценного для русского чувства!«
В 1774 году Императрица Всероссийская Екатерина II наградила Матвея Платова нашейной именной золотой медалью весом в 30 червонцев. На медали была надпись следующего содержания: "За ревностную и усердную службу Донского войска полковнику Матвею Платову".
В 1775 году во главе своего полка Платов принял участие в разгроме пугачёвцев (участников восстания под предводительством Емельяна Пугачёва).
В 1782—1783 годах сражался с ногайцами на Кубани. В 1784 году участвовал в подавлении восстаний чеченцев и лезгин.
В 1788 году отличился при штурме Очакова. В 1789 году — в сражении под Каушанами (13 сентября) при взятии Аккермана (28 сентября) и Бендер (3 ноября). Во время штурма Измаила (11 декабря 1790 года) возглавил 5-ю штурмовую колонну.
С 1790 года атаман Екатеринославского и Чугуевского казачьих войск. 1 января 1793 года произведён в генерал-майоры.
В 1796 году участвовал в персидском походе. После того как указом из Петербурга поход был внезапно отменён, ослушавшись Высочайшего повеления, остался со своим полком охранять штаб командующего генерал-аншефа графа Валериана Зубова, которому грозил персидский плен.
Был заподозрен императором Павлом I в заговоре и в 1797 году сослан в Кострому, а затем заключён в Петропавловскую крепость. В январе 1801 года был освобождён и стал участником самого авантюрного предприятия Павла — Индийского похода. Лишь со смертью Павла в марте 1801 года уже выдвинувшийся во главе 27 тысяч казаков к Оренбургу Платов был возвращён Александром I.
15 сентября 1801 года произведён в генерал-лейтенанты и назначен войсковым атаманом Войска Донского. В 1805 году основал новую столицу донского казачества — Новочеркасск. Много сделал для упорядочения управления войском.
В кампании 1807 года командовал всеми казачьими полками действующей армии. После сражения при Прейсиш-Эйлау заслужил всероссийскую известность. Прославился своими лихими налётами на фланги французской армии, нанёс поражение нескольким отдельным отрядам. После отступления от Гейльсберга отряд Платова действовал в арьергарде, принимая на себя постоянные удары преследовавших русскую армию французских войск.
В Тильзите, где был заключён мир, Платов познакомился с Наполеоном, который в знак признания боевых успехов атамана подарил ему драгоценную табакерку. От французского ордена Почётного легиона атаман отказался, сказав, что не служил Наполеону и не может ему служить.
В 1809 году сражался против турок. Почти без боя занял город Бабадаг. 27 сентября произведён в генералы от кавалерии.

### Отечественная война и Заграничный поход

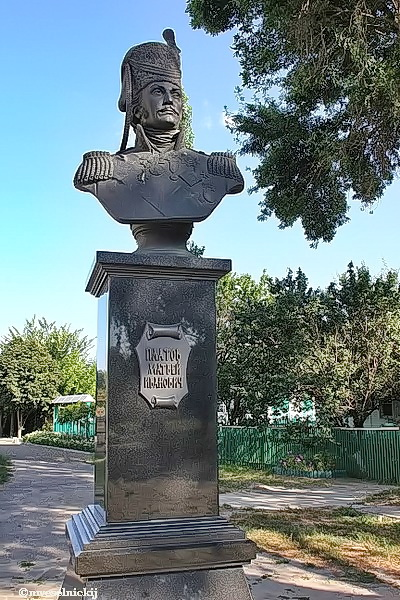
Памятник М. И. Платову в станице Старочеркасской Аксайского района Ростовской области

Во время Отечественной войны 1812 года командовал сначала всеми казачьими полками на границе, а потом, прикрывая отступление армии, имел успешные дела с неприятелем под местечком Мир и Романово. В сражении у села Семлево армия Платова разгромила французов и взяла в плен полковника из армии маршала Мюрата. Часть успеха принадлежит генерал-майору барону Розену, которому атаман Платов предоставил полную свободу действия. После сражения при Салтановке прикрывал отступление Багратиона к Смоленску. 27 июля (8 августа) атаковал у деревни Молево Болото кавалерию генерала Себастьяни, опрокинул противника, взял 310 пленных и портфель Себастьяни с важными бумагами.
После Смоленского сражения Платов командовал арьергардом объединённых русских армий. 17 (29) августа за «нераспорядительность» заменён Коновницыным и выслан из действующей армии. Этого добился Барклай-де-Толли, докладывавший царю:

Генерал Платов, в качестве начальника иррегулярных войск, поставлен на слишком высокую степень, не имея достаточно благородства в характере, чтобы соответствовать своему положению. Он эгоист и сделался сибаритом до высшей степени. Его бездеятельность такова, что я должен отряжать к нему моих адъютантов, чтобы кто-нибудь из них находился при нём, или на его аванпостах, для того, чтобы быть уверенным, что мои предписания будут исполнены.

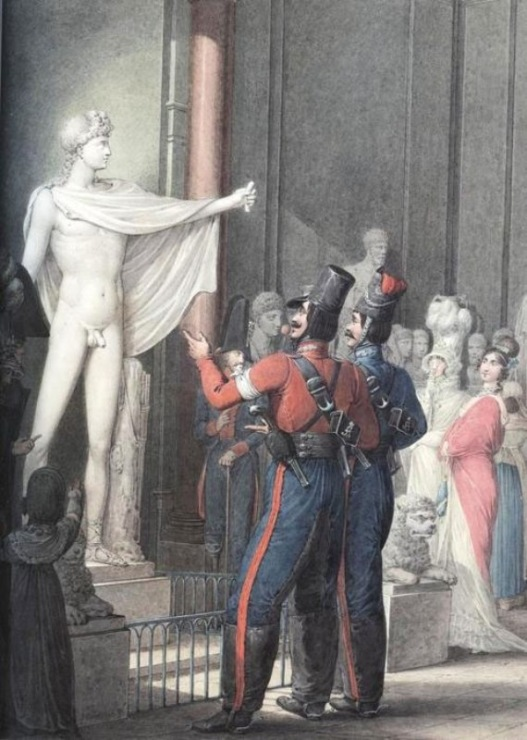
Георг Опиц. Казаки в Лувре у статуи Аполлона Бельведерского вскоре после взятия Парижа (1814).

Подлинную причину высылки уточняет Денис Давыдов:

Князь Багратион, имевший всегда большое влияние на Платова, любившего предаваться пьянству, приучил его в 1812 году к некоторому воздержанию от горчишной водки — надеждой на скорое получение графского достоинства. Ермолову долгое время удавалось обманывать Платова, но атаман, потеряв, наконец, всякую надежду быть графом, стал ужасно пить; он был поэтому выслан из армии в Москву.
С 17 (29) по 25 августа (6 сентября) ежедневно вёл бои с французскими авангардными частями. В критический момент Бородинского сражения вместе с Уваровым направлен в обход левого фланга Наполеона. У деревни Беззубово кавалерия была остановлена войсками генерала Орнано и вернулась.
Призвал казаков к вступлению в ополчение, и уже в Тарутине казачий контингент достиг 22 тысяч человек.
После сражения при Малоярославце Платову было поручено организовать преследование отступавшей Великой армии. Участвовал в сражении под Вязьмой, а затем организовал преследование корпуса Богарне. 27 октября (8 ноября) на реке Вопь между Дорогобужем и Духовщиной, возле деревни Ярцево (ныне город Ярцево), отрезал часть корпуса Богарне и взял 3500 пленных, в том числе начальника штаба корпуса генерала Сансона, и 62 орудия. Принял участие в сражениях при Колоцком монастыре, Семлёве, Смоленске, Красным.
За заслуги именным Высочайшим указом от 29 октября (10 ноября) 1812 года атаман войска Донского, генерал от кавалерии Матвей Иванович Платов возведён, с нисходящим его потомством, в графское Российской империи достоинство.
При взятии А. Н. Сеславиным 16 (28) ноября 1812 года города Борисова с потерей противником около 5000 убитыми и 7000 пленными преследовал в течение трёх дней откатывающуюся армию противника от Вильно к Ковно и, не дав ему времени переформировать свои силы, 3 декабря вступил в Ковно.
За кампанию 1812 года находившиеся под командованием Платова казаки взяли около 70 тысяч пленных, захватили 548 орудий и 30 знамён, а также отбили огромное количество награбленных в Москве ценностей.
2 (14) декабря одним из первых перешёл Неман и преследовал войска Макдональда до Данцига, который осадил 3 (15) января 1813 года.
Во время Заграничного похода состоял при Главной квартире, при этом ему время от времени поручалось командование отдельными отрядами, действовавшими на коммуникациях противника. В сентябре получил начальство над особым корпусом, с которым участвовал в сражении при Лейпциге. Преследуя неприятеля, взял в плен около 15 тысяч человек. В феврале 1814 года сражался во главе своих полков при взятии Немура (4 февраля), Арси-сюр-Оба и Сезанна.
В 1814 году, после заключения Парижского мира, сопровождал императора Александра I в Лондон, где его встречали шумными овациями. Вместе с тремя особо отличившимися полководцами армий антинаполеоновской коалиции — российским фельдмаршалом Барклаем-де-Толли, прусским фельдмаршалом Блюхером и австрийским фельдмаршалом Шварценбергом получил в награду от муниципалитета Лондона специальную почётную саблю ювелирной работы (находится в Новочеркасске в Музее истории донского казачества). Стал первым русским, кому присвоили звание Почётного доктора Оксфордского университета.

### Смерть и захоронения

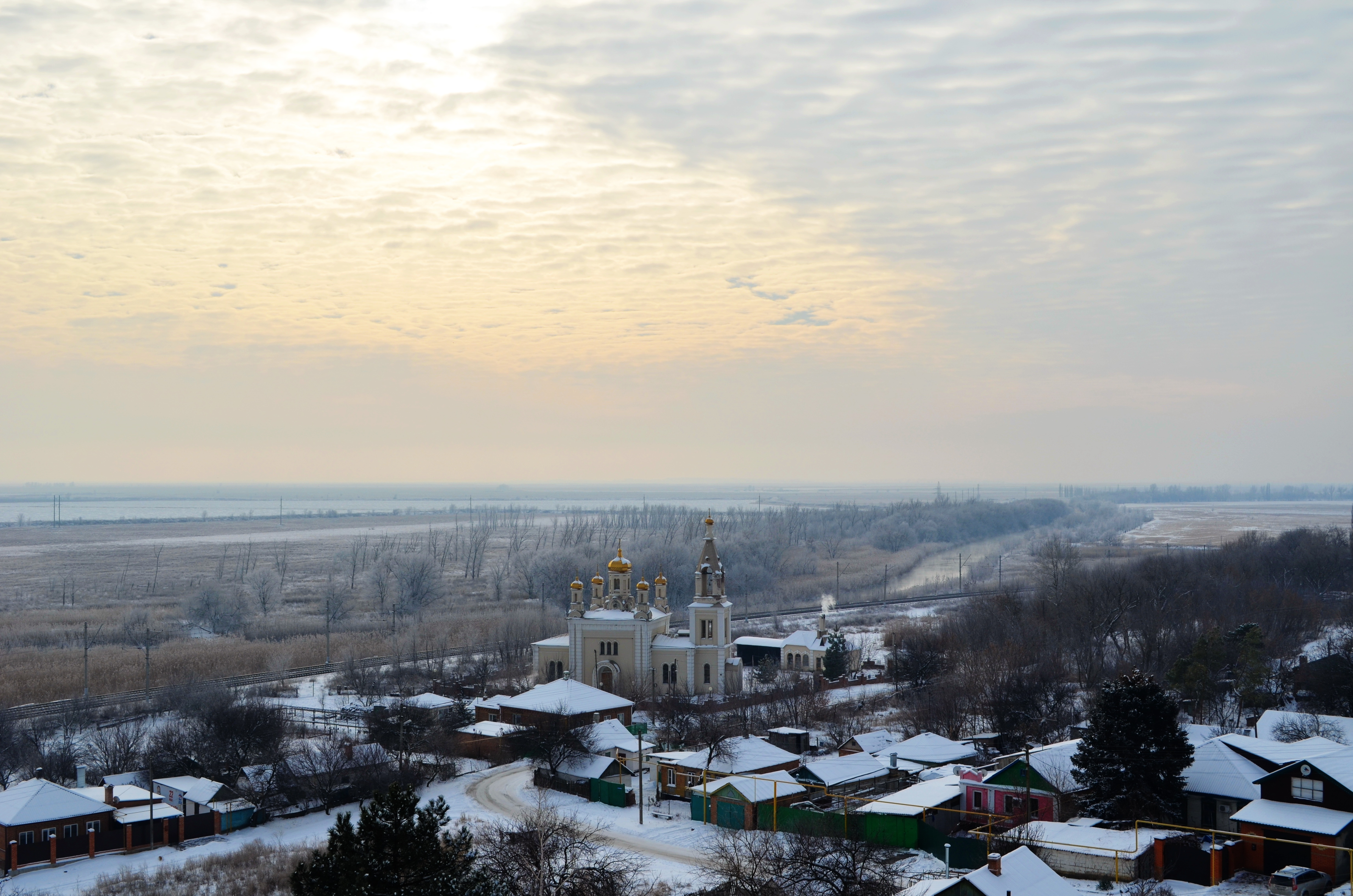
Вид на бывшее поместье на берегу р. Аксай и церковь Рождества Пресвятой Богородицы (1865) с усыпальницей рода Платовых (с 1867) и М. И. Платова (в период 1875—1911) на хуторе Малый Мишкин, Ростовская область

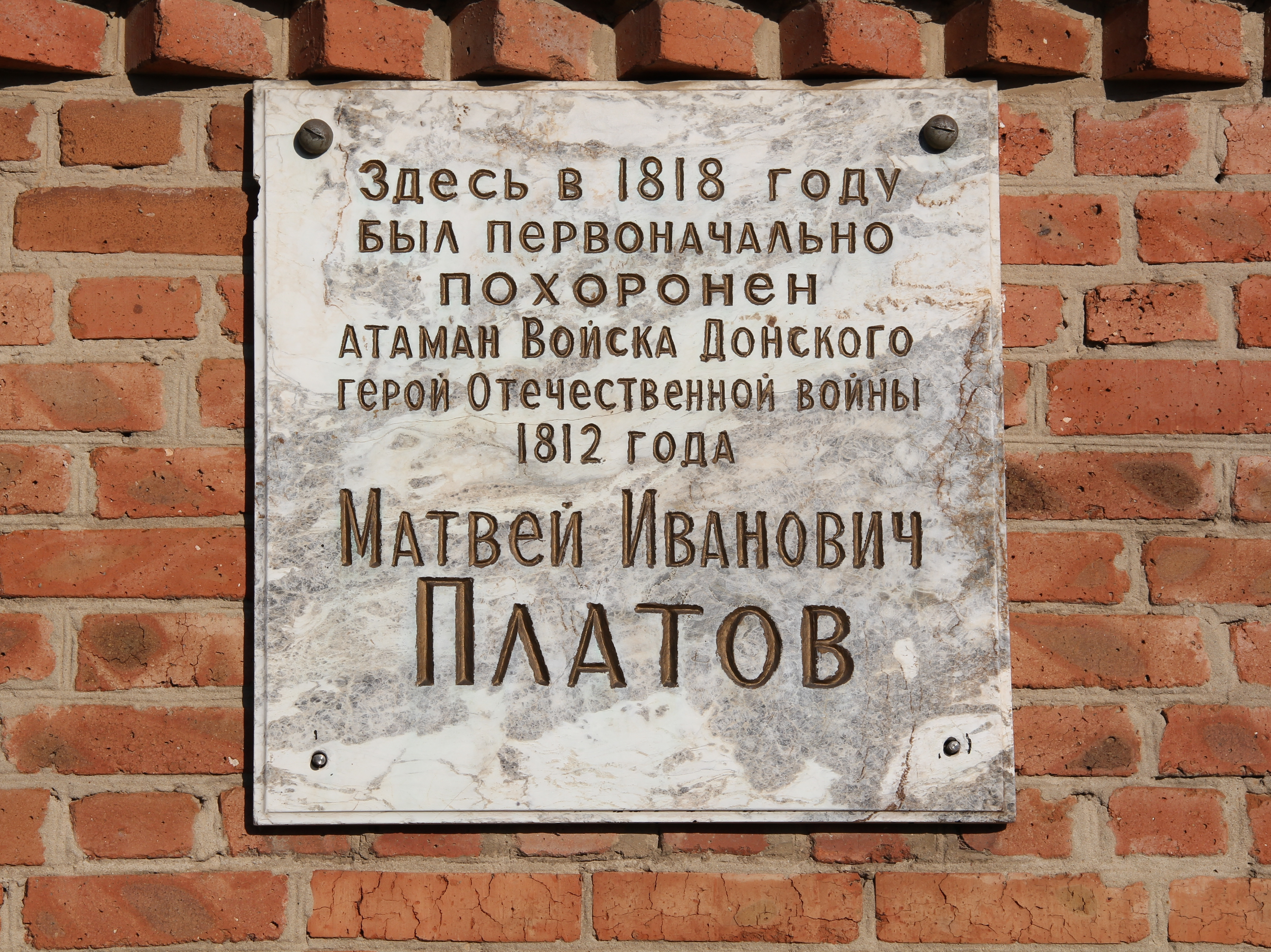
Мемориальная доска на хуторе Малый Мишкин на здании аптеки, первоначально установленная в 1970-x годах на церкви Рождества Пресвятой Богородицы, с ошибочным указанием места первоначального захоронения М. И. Платова.

Последние месяцы 1817 года Матвей Иванович Платов из-за плохого самочувствия почти не покидал свой Мишкинский загородный дом. В конце декабря 1817 года он всё-таки выехал в своё имение Еланчик под Таганрогом. Там он умер 3 января (15 января) 1818 года.
Гроб с телом атамана доставили в его поместье — в Мишкинский загородный дом (хутор Малый Мишкин, Аксайский район, Ростовской области). Январь стоял морозный и снежный. В глубоких сугробах расчистили дорогу от самого дома до строящегося в Новочеркасске каменного Вознесенского собора. По ней 10 января 1818 года боевые соратники атамана пронесли гроб с его телом к родовому платовскому склепу, где погребли его с подобающими почестями.
Первоначально был похоронен в Новочеркасске в фамильном склепе в 1818 году, устроенном на площади близ алтаря строящегося с 1805 года Войскового Вознесенского собора. (Имеющаяся в хуторе Малый Мишкин на здании медпункта мемориальная доска, первоначально установленная в 1970-x годах на стену Церкви Рождества Пресвятой Богородицы, содержит ошибочное указание на место первоначального захоронения М. И. Платова).
Склепа у Собора было два — мужской и женский, в которых (до вскрытия склепа для переноса останков в 1875 году) были захоронены сын атамана генерал-майор Матвей Матвеевич Платов, умерший раньше отца в 1813 (1815) году, правнук младенец князь Голицын, умерший в конце 30-х годов, супруга атамана Марфа Дмитриевна Платова (урождённая Мартынова, в первом браке Кирсанова), умершая в 1812, дочь атамана Марфа Матвеевна Иловайская, умершая в 1821, и младшая дочь атамана, девица Александра Матвеевна, умершая при жизни отца.
В 1830-х годах на месте склепа у Вознесенского Собора был установлен памятник-надгробие М. И. Платову работы петербургского скульптора И. П. Мартоса — автора многих надгробий, а также памятников Минину и Пожарскому в Москве, Александру I в городе Таганроге и других. Позже этот надгробный памятник атаману долго украшал родовую усыпальницу Платовых в поместье хутора Малый Мишкин — даже и после того, как в 1911 году прах Платова с почестями перезахоронили в усыпальнице достроенного в 1905 году Вознесенского собора. На фотографии 1936 года виден уже разбитый памятник работы И. Мартоса со сколотой головой атамана.

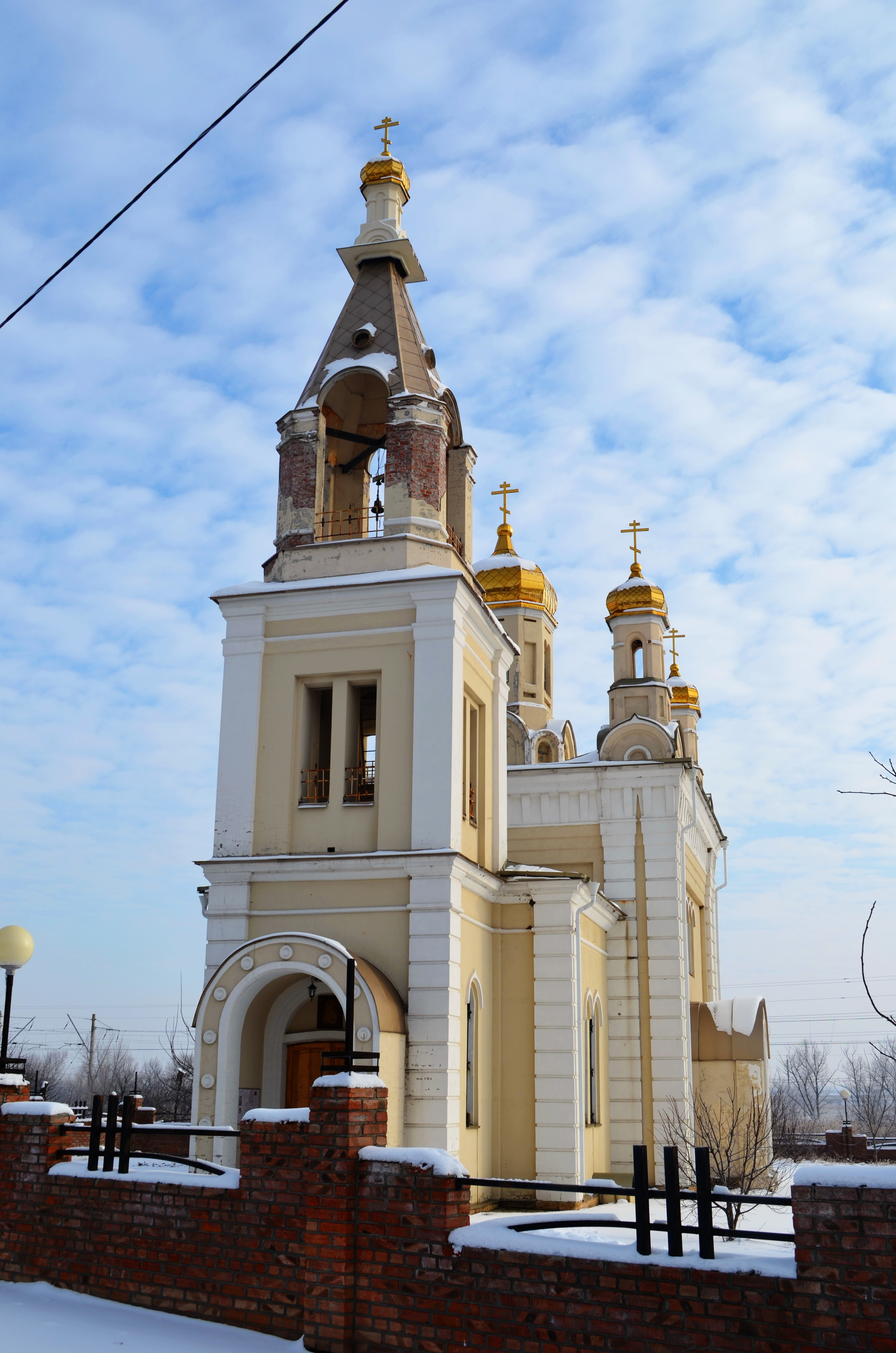
Церковь Рождества Пресвятой Богородицы

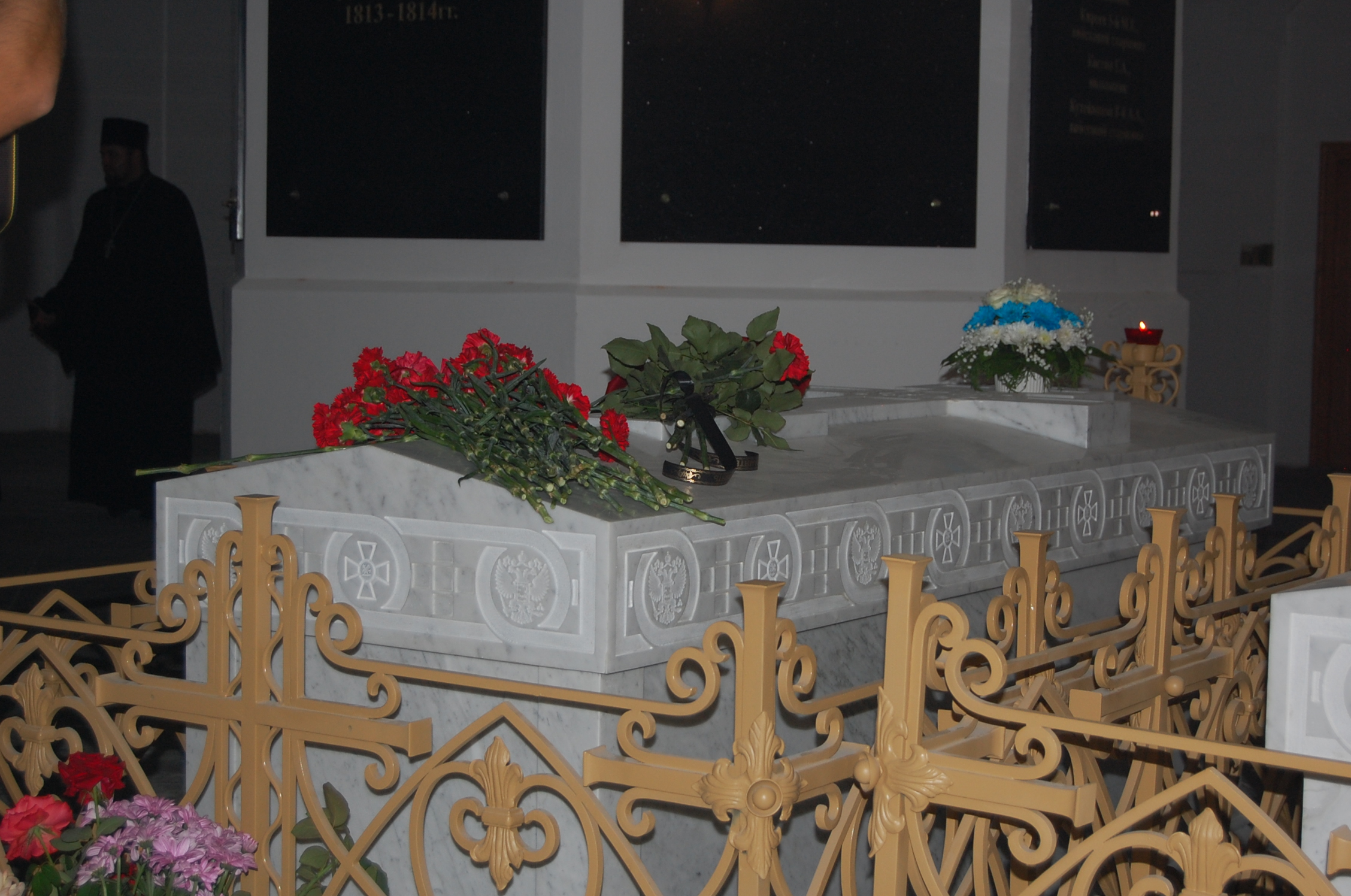
Могила Донского казачьего атамана графа Матвея Ивановича Платова в усыпальнице в Вознесенском войсковом всеказачьем Соборе в Новочеркасске (с 1911, восст. в 1993)

После возведения в родовом платовском поместье в Мишкинской даче (стараниями внучки атамана Марфы Ивановны Голицыной) в 1865 году Церкви Рождества Пресвятой Богородицы в её подвалах в 1867 году был устроен склеп.
В подвале храма сделали склеп, в который Иван Матвеевич Платов задумал перенести останки родителей и других родственников, захороненных в Новочеркасске в семейном склепе около строящегося каменного Вознесенского собора. Строящийся храм дважды (в 1846 и 1863 годах) рушился — как предполагали, из-за сыпучего грунта, и были мысли перенести строительство в другое место, при этом семейный склеп Платовых остался бы в неухоженном парке у собора. В 1868 году Иван Матвеевич просил наказного атамана Донского казачьего войска генерал-лейтенанта М. И. Черткова ходатайствовать перед Архиепископом Донским и Новочеркасским Платоном о перезахоронении родных и сообщал о пожертвовании Донскому архиерейскому дому Мишкинской дачи и церкви Рождества Пресвятой Богородицы. Разрешение на перезахоронение он получил, однако не спешил выполнять задуманное. В 1874 году он и сам скончался, был похоронен в склепе новой церкви Рождества Пресвятой Богородицы. С тех пор Мишкинскую дачу стали называть Архиерейской дачей.
В январе 1875 года родовой склеп в Новочеркасске был вскрыт, а в апреле, при участии вдовы Ивана Матвеевича, невестки атамана графини Анны Степановны, останки атамана М. И. Платова и членов его семьи перезахоронили в склепе Церкви Рождества Пресвятой Богородицы на Архиерейской даче. На дачу с места его первого захоронения около строящегося каменного собора в Новочеркасске перенесли также памятник-надгробие атаману М. И. Платову. Останки М. И. Платова находились в усыпальнице церкви Рождества Пресвятой Богородицы до 1911 года.
В дальнейшем, после окончания строительства Войскового собора в Новочеркасске, в связи с приближающимся 100-летием Отечественной войны 1812 года, 4 (17) октября 1911 года останки графа М. И. Платова были с почестями перезахоронены в новой усыпальнице в нижнем храме собора вместе с другими казачьими военными героями (В. В. Орлов-Денисов, И. Е. Ефремов, Я. П. Бакланов).
После Октябрьской социалистической революции 1917 года могила Платова в усыпальнице собора была осквернена.
Прах атамана графа М. И. Платова в четвёртый раз был торжественно перезахоронен в Новочеркасске на прежнем месте в восстановленной усыпальнице в Вознесенском войсковом соборе 15 мая 1993 года.
В службе:
- 1766 год — поступил на службу на Дону в Войсковую канцелярию урядником;
- 4 (15) декабря 1769 года — есаулом;
- 1 (12) января 1772 года — Войска Донского полковником;
- 24 ноября (5 декабря) 1784 года — премьер-майором;
- 20 сентября (1 октября) 1786 года — подполковником;
- 2 (13) июня 1787 года — полковником;
- в 1788 году — переведён в Екатеринославский (впоследствии — Чугуевский) конный казачий полк;
- 24 сентября (5 октября) 1789 года — бригадиром, с оставлением в том же Чугуевском конном казачьем полку;
- 1 (12) января 1793 года — генерал-майором;
- Во время правления императора Павла I был исключён из службы, сослан в Кострому и арестован, но затем прощён и получил приказ возглавить поход в Оренбург:
- 15 (27) сентября 1801 года — генерал-лейтенантом;
- 1801 год — помощником войскового атамана и войсковым атаманом всего войска Донского;
- 29 сентября (11 октября) 1809 года — генералом от кавалерии. Медальон в честь Платова, 1814 год

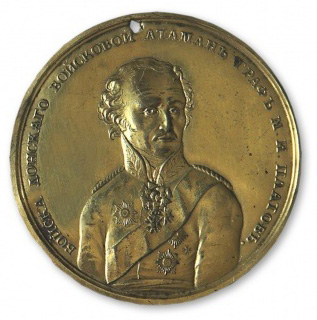
Медальон в честь Платова, 1814 год

В походах и делах против неприятеля находился:
- в 1771 году — во время первой турецкой войны при взятии Перекопской линии и Кинбурна;
- 1774 год — на Кубани, где отличился при р. Калалах, со слабыми силами отразив семь атак хана Девлет-Гирея и горских князей;
- 1775 год — при розыске Пугачёва и рассеянии его шаек;
- 1782—1783 годы — на Кубани;
- 1784 год — против лезгин и чеченцев;
- 1788 год — при осаде и штурме Очакова, за который награждён 14 (25) апреля 1789 года орденом Св. Георгия 4 кл.;
- 1789 год — в сражении при Каушанах, где захватил 3 орудия, 2 знамени и 160 пленных, в том числе Гассан-пашу, за что произведён в бригадиры и назначен походным атаманом, при взятии Аккермана и Бендер;
- 1790 год — при штурме Измаила, за что получил 25 марта (5 апреля) 1791 года орден Св. Георгия 3 ст., после чего назначен атаманом Екатеринославских и Чугуевских казаков;
- 1796 год — в персидском походе, за который награждён орденом Св. Владимира 3 ст. и золотой саблей с алмазами и надписью „за храбрость“;
- 1801 год — в походе к Оренбургу;
- 1807 год — в Пруссии, командуя всеми казачьими полками, в делах против французов при Прейсиш-Эйлау, Ортельсбурге, Алленштейне, Гейльсберге, отступлении после Фридланда, за что награждён орденами Св. Георгия 2 ст., Владимира 2 ст. и Александра Невского и прусскими — Красного и Чёрного Орла;
- 1809 год — в делах против турок: при Бабадаге, Гирсове, Рассевате, Силистрии и Татарице, за что награждён чином генерала от кавалерии и орденом Св. Владимира 1 ст.;
- в 1812 году — при вторжении французских войск в Россию, отступил от Гродна к Лиде и Николаеву, откуда разослал отряды для открытия неприятеля, имел с ним столкновения при Кореличах, Мире — 28 июня и Романове — 2 июля; прошёл к Могилёву, где имел дело с неприятелем 11 июля; пройдя оттуда на Дубровку, открыл сообщение с 1-й армией; составляя авангард во время наступления на Рудню, разбил два гусарских полка при Молевом Болоте, а затем прикрывал армию во время отступления к Смоленску; после сражения при Смоленске составлял арьергард и удерживал неприятеля при Михалёве и на берегу р. Осьмы; 26 августа, при Бородине атаковал левое крыло неприятеля с тыла и произвёл смятение в обозах; с 27 августа, следовал к Москве, в арьергарде армии, а после выступления Наполеона из Москвы наблюдал дорогу из Можайска в Калугу; во время боя при Малоярославце наблюдал дорогу из Боровска в Малоярославец, а также тревожил неприятеля в тыл и правый фланг; в ночь на 13 октября имел дело с неприятелем при р. Луже; с 14 октября следил за движениями неприятеля и имел с ним дела близ Колоцкого монастыря (19 октября), при с. Фёдоровском (22 октября), Семлеве, Гусине, Орше (8 ноября), Борисове — 6 (15 ноября), Зенбине, Погулянке близ Вильны (28 ноября) и Ковне; в конце декабря, занял Мюльгаузен и Эльбин; 29 октября (10 ноября) 1812 года возведён в потомственное графское Российской империи достоинство;
- 1813 год — 3 января обложил Данциг, но вскоре был отозван в главную квартиру; затем участвовал в боях при Альтенбурге, Лейпциге и Веймаре, за что получил орден Св. Андрея Первозванного (за Лейпциг) и бриллиантовое перо с вензелем государя и лаврами для ношения на шляпе; 21 октября занял Франкфурт и затем преследовал неприятеля до Майнца, при чём имел жаркое дело между Гохгеймом и д. Виккерт;
- в 1814 году — в пределах Франции, составлял сначала авангард, сохраняя сообщения с армией Блюхера, а по соединении её с главной армией, отправлен в поиски неприятеля к Немуру, Фонтенебло и Мелену; в феврале взял Немур (4 февраля) и Арсис-сюр-Об и имел столкновение при г. Вильнёве, а потом был вызван в главную квартиру, где оставался до конца кампании.

Высочайшим приказом 26 января (7 февраля) 1818 года исключён из списков умершим.

## Семья

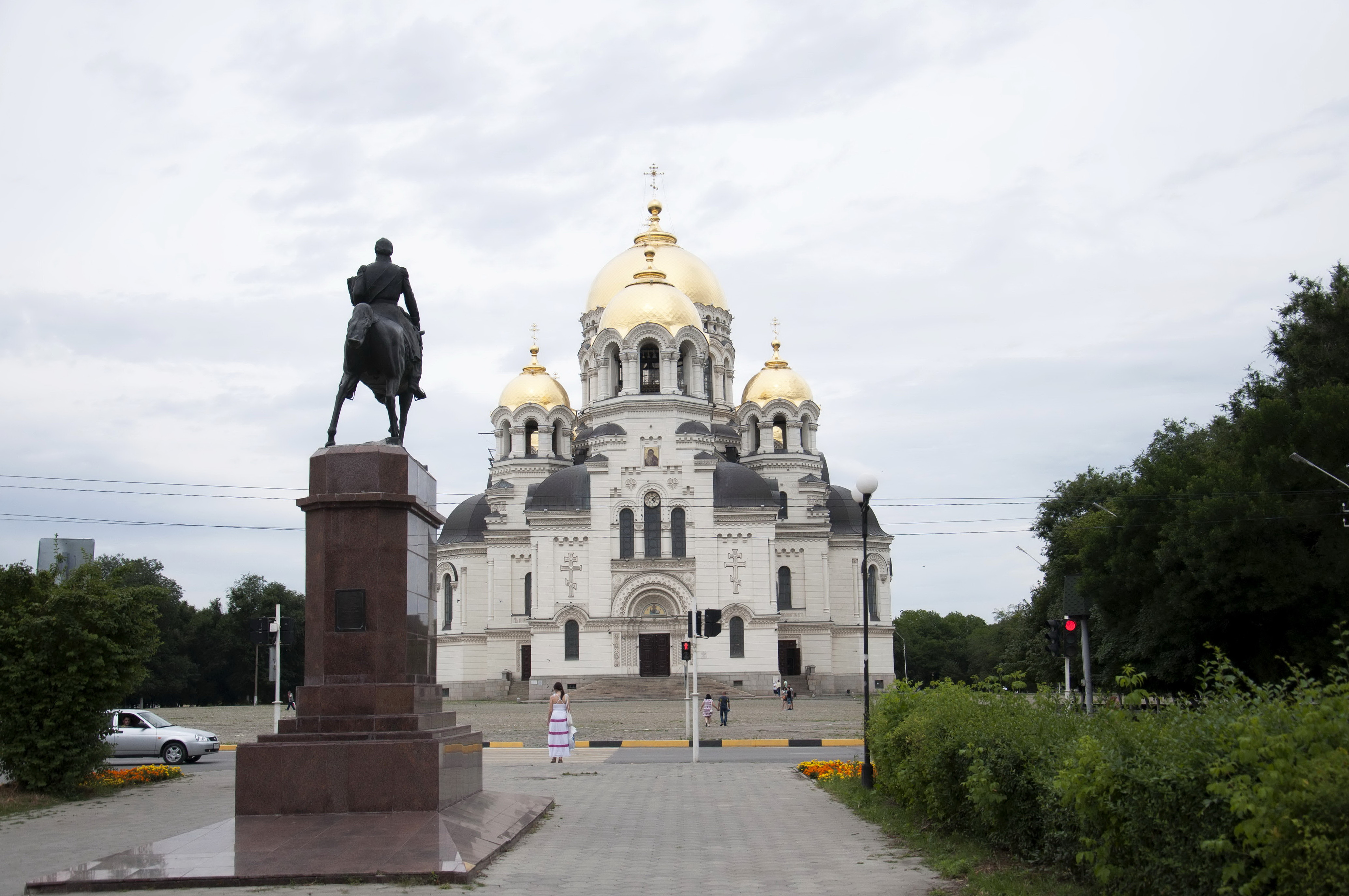
Вознесенский войсковой собор в Новочеркасске и современный конный памятник атаману Платову на Платовском проспекте

От М. И. Платова происходит графский род Платовых. Он был дважды женат.
В феврале 1777 года женился на Надежде Степановне, дочери походного атамана Степана Ефремова и внучке генерал-майора Даниила Ефремова. От первого брака у Матвея Ивановича был сын:
- Иван (I; 1777—1806).

После смерти Н. С. Платовой (15.11.1783) М. И. Платов женился вторично. В 1785 году его второй супругой стала Марфа Дмитриевна (р. ок. 1760 — 24.12.1812/1813), вдова полковника Павла Фомича Кирсанова (1740—1782), сестра наказного атамана Андрея Дмитриевича Мартынова. Ей был пожалован 11 августа 1809 года орден Святой Екатерины малого креста. Во втором браке у Матвея Ивановича родились четыре дочери и два сына:
- Марфа (1786—1821) — замужем за полковником Степаном Дмитриевичем Иловайским (1778—1816);
- Анна (1788—?) — в браке Харитонова;
- Мария (1789—1866) — супруга генерал-майора Тимофея Дмитриевича Грекова;
- Александра (1791—?);
- Матвей (1793 — после 1814) — генерал-майор, награждён орденом Св. Георгия 4-го класса „за отличия в сражениях с французами“ (1813)[24];
- Иван «II» (1795—1874) — полковник, участник Отечественной войны 1812 года, кавалер ордена Почётного легиона[25].

Кроме того, в семье Платовых воспитывались дети Марфы Дмитриевны от первого брака — Хрисанф Кирсанов, будущий генерал-майор, и Екатерина Павловна Кирсанова, впоследствии жена наказного атамана Николая Иловайского.
Овдовев во второй раз, Платов сожительствовал с англичанкой Элизабет, с которой познакомился во время визита в Лондон. После его смерти она вернулась на родину.

## Награды

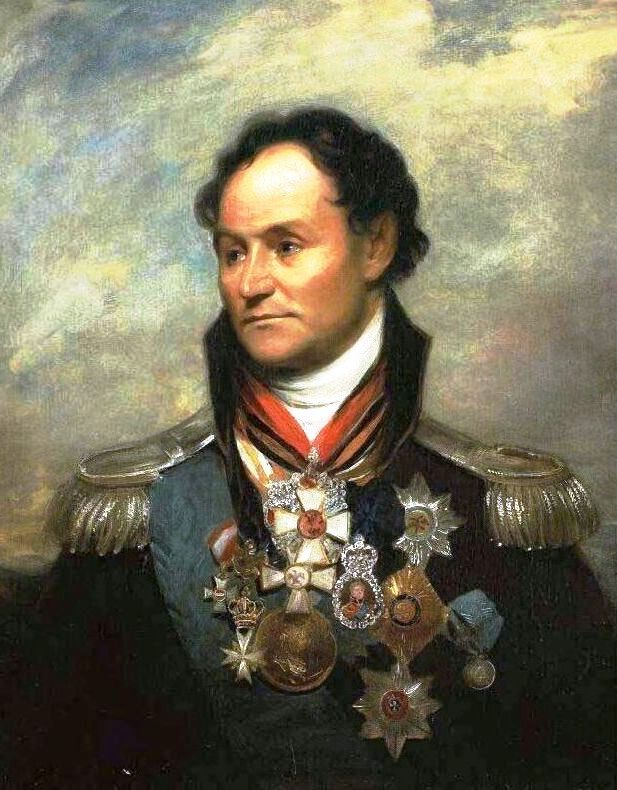
Уильям Бичи. Портрет М. И. Платова (Лондон, 1814).

- Орден Святого апостола Андрея Первозванного (08.10.1813)
- Орден Святого Георгия 2-го класса (22.11.1807) — «За неоднократное участие в боях в должности начальника передовых постов в войну с французами 1807 года»
- Орден Святого Георгия 3-го класса (25.03.1791) — «Во уважение на усердную службу и отличную храбрость, оказанную при взятии приступом города и крепости Измаила с истреблением бывшей там турецкой армии, командуя колонною»
- Орден Святого Георгия 4-го класса (14.04.1789) — «За отличную храбрость, оказанную при атаке крепости Очакова»
- Орден Святого Владимира 1-й степени (1809)
- Орден Святого Владимира 2-й степени (1807)
- Орден Святого Владимира 3-й степени (1796)
- Орден Святого Александра Невского (18.11.1806)
- Алмазные знаки к Ордену Святого Александра Невского (1807)
- Орден Святой Анны 1-й степени (1801)
- Орден Святого Иоанна Иерусалимского, командорский крест (1801)
- Золотая именная медаль "За ревностную и усердную службу Донского войска полковнику Матвею Платову" (1774)
- Золотая сабля с алмазами и надписью «За храбрость» (1796)
- Серебряная медаль «В память Отечественной войны 1812 года»
- Бриллиантовое перо с вензелем императора Александра I и лаврами на кивер (1813)
- Орден Чёрного орла (Пруссия, 1807)
- Орден Красного орла (Пруссия, 1807)
- Драгоценная табакерка, подаренная французским императором Наполеоном I (Франция, 1807)
- Военный орден Марии Терезии 3-й степени (Австрия, 1813)
- Австрийский орден Леопольда 2-й степени (Австрия, 1813)
- Сабля, украшенная алмазами, от муниципалитета Лондона (Великобритания, 1814)

Отказался от Ордена Почётного легиона (1807)

## Память
Плато́в! Европе уж известно,

Что сил Донских ты страшный вождь.

Врасплох, как бы колдун, всеместно

Падёшь, как снег ты с туч иль дождь.

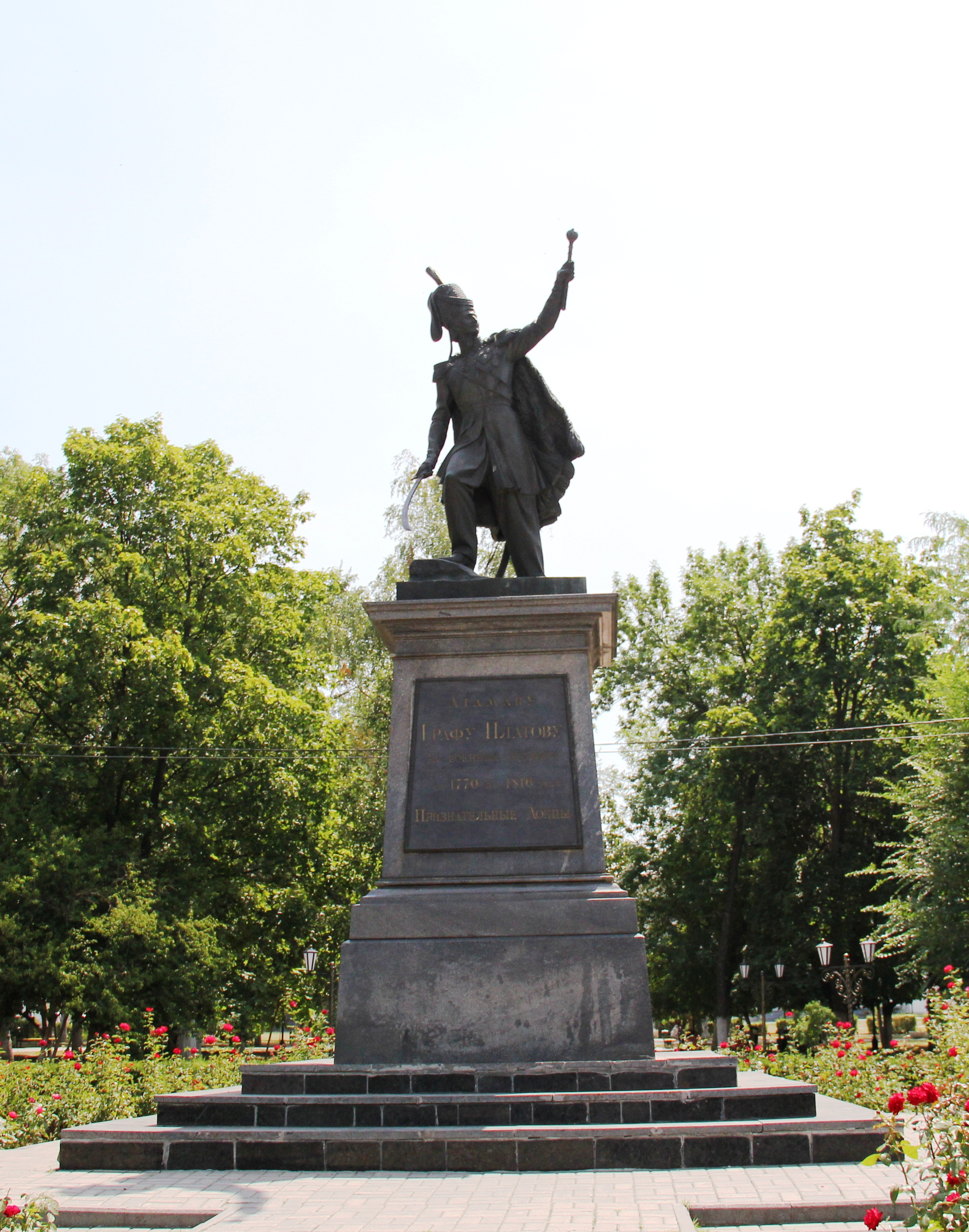
Памятник М. И. Платову (1993) со словами: «Атаману Графу Платову за военные подвиги с 1770 по 1816 Признательные Донцы». Новочеркасск

В 1853 году к 100-летию со дня рождения легендарного атамана в Новочеркасске на собранные по подписке народные деньги был установлен памятник Платову (авторы П. К. Клодт, Н. А. Токарев). В 1923 году памятник сняли и передали в Донской музей, причём в 1925 году на тот же постамент был водружён памятник Ленину. В 1993 году памятник Ленину демонтировали, и на постамент вернулся восстановленный памятник Платову. В 2003 году в том же городе был установлен конный памятник Платову. Ещё через 10 лет конный памятник атаману поставили и в Москве. По мере восстановления традиций донского казачества имя одного из самых знаменитых атаманов продолжает увековечиваться как в Ростовской области, так и за её пределами.
Некоторые личные вещи атамана Платова, в частности седло и кубок, находятся в Музее Лейб-гвардии казачьего полка под Парижем во Франции.
Роль Платова в кинофильме «Суворов» сыграл Юрий Домогаров.
Именем атамана генерала Платова назывался всемирно известный Хор Донских казаков под управлением Н. Кострюкова.
Имя Платова присвоено новому аэропорту, открытому неподалёку от Ростова-на-Дону 7 декабря 2017 года. Решение принято Правительством Ростовской области по результатам проведённого голосования в марте 2016 года, окончательное решение по названию аэропорта принято на федеральном уровне.
С 2013 года имя Платова носит Южно-Российский государственный политехнический университет.
В 2012 году Центральным банком Российской Федерации была выпущена монета (2 рубля, сталь с никелевым гальваническим покрытием) из серии «Полководцы и герои Отечественной войны 1812 года» с изображением на реверсе портрета атамана Платова.
В 2017 году на территории хутора Богомолова Ставропольского края открыт памятник Матвею Платову.
В 2019 году 19 октября в г. Ярцево Смоленской области открыт бюст Матвею Платову.
В станице Григорополисская, местный сельскохозяйственный техникум носит имя М. И. Платова.
С период с мая 1813 по 2019 год существовало (в разное время) 18 кораблей, имевших названия, связанных с именем М. И. Платова
С 1877 года в Области войска Донского существовала станица Платовская, которую после Октябрьской Революции 1917 года переименовали в Будённовскую в честь участника гражданской войны С. М. Будённого, который тесно связан со станицей.
В Москве в честь атамана Платова названа улица Платовская, которая находится в районе Дорогомилово, идущая параллельно Кутузовскому проспекту.
В 2011 году в микрорайоне Шилово в Воронеже одна из улиц была названа в честь генерала Платова.